# Patterson Springs
Patterson Springs är en kommun (town) i Cleveland County i North Carolina. Orten har fått namn efter bosättaren Arthur Patterson. Vid 2010 års folkräkning hade Patterson Springs 622 invånare.